# Vương tộc Mecklenburg
Nhà Mecklenburg (tiếng Đức: Haus Mecklenburg), còn được gọi là Nikloting, là một triều đại gốc Slav ở Bắc Đức, cai trị cho đến năm 1918 tại vùng Mecklenburg, là một trong những vương tộc trị vì lâu nhất ở châu Âu. Nữ vương Juliana của Hà Lan (1909–2004) là thành viên của vương tộc này, vì cha của bà là Heinrich xứ Mecklenburg-Schwerin, con trai thứ của Đại công tước Friedrich Franz II xứ Mecklenburg-Schwerin.

## Huy hiệu

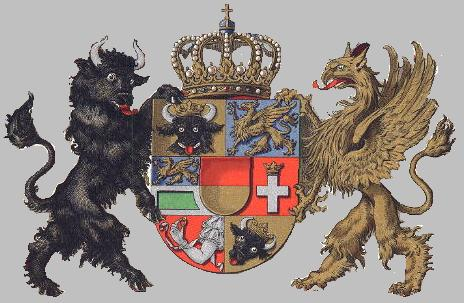
Huy hiệu của Mecklenburg chia thành sáu phần và một tấm khiên hình chữ khắc ở giữa.

Mecklenburg
Mecklenburg-Güstrow
Mecklenburg-Schwerin
Mecklenburg-Strelitz